# Bokor, Nógrád
Bokor (în slovacă Bukra) este un sat în districtul Pásztó, județul Nógrád, Ungaria, având o populație de 129 de locuitori (2011).

## Demografie
Componența etnică a satului Bokor
     Maghiari (77,27%)
     Slovaci (15,91%)
     Români (6,82%)
Componența confesională a satului Bokor
     Luterani (36,43%)
     Romano-catolici (19,38%)
     Reformați (6,2%)
     Fără religie (5,43%)
     Necunoscută (32,56%)
     Alte religii (6,98%)
Conform recensământului din 2011, satul Bokor avea 129 de locuitori. Din punct de vedere etnic, majoritatea locuitorilor (77,27%) erau maghiari, existând și minorități de slovaci (15,91%) și români (6,82%). Nu există o religie majoritară, locuitorii fiind luterani (36,43%), romano-catolici (19,38%), reformați (6,2%) și persoane fără religie (5,43%). Pentru 32,56% din locuitori nu este cunoscută apartenența confesională.